# Adhan
L'adhan (àrab: أَذَان, aḏān) és la crida usada en l'islam per a convocar els fidels a l'oració (salat). Aquesta crida la fa el muetzí cinc vegades al dia (tres vegades en l'islam xiïta). Després de l'adhan es recita una segona fórmula molt similar anomenada iqama que serveix per a informar que l'oració ha començat.
L'adhan, com l'oració, es pronuncia sempre en àrab, llengua litúrgica de l'islam. L'única excepció va tenir lloc a Turquia, on el govern nacionalista de Mustafa Kemal Atatürk va establir als anys vint la substitució de la crida en àrab per una traducció en turc. El 6 de juny de 1950, però, un canvi de govern va reinstaurar l'adhan original.

## Contingut de la crida
El propòsit principal de les fórmules utilitzades durant la crida és presentar, a tot aquell qui escolti, una síntesi de l'essència de les creences islàmiques: la noció de la unitat de Déu i que no hi ha cap poder que li sigui superior; que Déu és l'únic creador i sobirà de l'Univers i ningú no pot aspirar a compartir aquesta sobirania; que Muhàmmad és el seu representant últim i l'únic intèrpret de la seva voluntat; la superioritat dels valors espirituals per damunt dels materials; que la salvació només es pot aconseguir amb la purificació de l'ànima, obtinguda amb l'obediència dels Comandaments de Déu (l'oració essent el més important d'aquests Comandaments) i que l'objectiu més elevat de tot musulmà és obtenir la felicitat eterna.
Així, les frases recitades durant l'adhan i que en general es diuen dues vegades seguides, són:
| Déu és el més gran                                         | الله اكبر الله اكبر     | Allāhu akbar Allāhu akbar          |
| Testifico que no hi ha cap veritable divinitat tret de Déu | اشهد ان لا اله الا الله | axhadu anna lā ilāha illā Llāh     |
| Testifico que Muhàmmad és el missatger de Déu              | اشهد ان محمدا رسول الله | axhadu anna Muḥammadan rasūlu Llāh |
| Veniu a la pregària                                        | حي على الصلاة           | ḥayya ʿalà ṣ-ṣalāt                 |
| Veniu a la salvació                                        | حي على الفلا ح          | ḥayya ʿalà l-falāḥ                 |
| (L'oració és millor que la son[3]                          | الصلاة خير من النوم     | aṣ-ṣalātu ẖayru min an-nawm)       |
| Déu és el més gran                                         | الله اكبر الله اكبر     | Allāhu akbar Allāhu akbar          |
| No hi ha cap veritable divinitat tret de Déu               | لا اله الا الله         | lā ilāha illā Llāh                 |
Els xiites hi afegeixen:
| Veniu a realitzar la millor acció | حي على خير العمل | ḥayya ʿalà ẖayri l-ʿamal |
I els xiites imamites a més:
| Testifico que Alí és el regent de Déu[4] | اشهد ان عليا ولي الله | axhadu anna ʿAliyyan waliyyu Llāh |